# 데브 파텔
데브 파텔(구자라트어: દેવ પટેલ, 영어: Dev Patel, 1990년 4월 23일 ~ )은 잉글랜드의 배우, 감독이다. 드라마 《스킨스》(2007-08)로 데뷔한 뒤 영화 《슬럼독 밀리어네어》(2008)로 주목 받기 시작했다. 《라이언》(2016)을 통해 제89회 아카데미상 남우조연상과 제74회 골든 글로브상 남우조연상 후보에 올랐다. 타임지는 2024년 파텔을 세계에서 가장 영향력 있는 100인 중 하나로 선정하였다. 2024년 첫 장편 영화 연출작 《몽키맨》을 공개하였다.

## 작품 목록

### 영화 출연
- 슬럼독 밀리어네어 (2008)
- 라스트 에어벤더 (2010)
- 어바웃 체리 (2012)
- 베스트 엑조틱 메리골드 호텔 (2012)
  - 베스트 엑조틱 메리골드 호텔 2 (2015)
- 채피 (2015) - 디온 윌슨 역
- 무한대를 본 남자 (2015) - 스리니바사 라마누잔 역
- 추억은 방울방울 (2016) - 영어 더빙
- 라이언 (2016) - 서루 역
- 호텔 뭄바이 (2018) - 아르준 역 (기획 겸임)
- 웨딩 게스트 (2018, The Wedding Guest)
- 더 퍼스널 히스토리 오브 데이비드 코퍼필드 (2019)
- 내 몸이 사라졌다 (2019) - 영어 더빙
- 그린 나이트 (2021)
- 기상천외한 헨리 슈거 이야기 (2023) - 채터지 박사 / 존 윈스턴 역
- 몽키맨 (2024)

### 영화 연출
- Roborovski (2021) - 단편
- 몽키맨 (2024) - 각본, 제작 겸임

### 텔레비전 출연
- 스킨스 (2007-08)
- 뉴스룸 (2012-14)